# Équipe médicale d'urgence
Vous pouvez aider à l'améliorer ou bien discuter des problèmes sur sa page de discussion.
- Il ne cite pas suffisamment ses sources. Vous pouvez indiquer les passages à sourcer avec {{référence nécessaire}} ou {{Référence souhaitée}}, et inclure les références utiles en les liant aux notes de bas de page. (Marqué depuis avril 2024)
- Certaines informations devraient être mieux reliées aux sources mentionnées dans la bibliographie ou les liens externes. Améliorez sa vérifiabilité en les associant par des références. (Marqué depuis avril 2024)

- Archive Wikiwix
- Bing
- Cairn
- DuckDuckGo
- E. Universalis
- Gallica
- Google
- G. Books
- G. News
- G. Scholar
- Persée
- Qwant
- (zh) Baidu
- (ru) Yandex
- (wd) trouver des œuvres sur Wikidata

Équipe médicale d'urgence (EMU) est une série télévisée française en 24 épisodes de 52 minutes, créée par Isabel Sebastian et réalisée par Étienne Dhaene, diffusée entre le 1er octobre 2006 et le 28 août 2010 sur France 2 et France 3 et rediffusée sur Vivolta et Série Club.

## Synopsis
Cette série met en scène la vie quotidienne d'une équipe du SAMU de Paris à travers des médecins, infirmiers, ambulanciers et les permanenciers rattachés à ce service d'urgence. Chaque jour, ils doivent faire face à la dureté des interventions…

## Distribution

### Médecins
- Christian Vadim :  Dr Gaspard Peyrac, médecin d'urgence
- Frédéric Quiring : Dr Patrick Galvo, médecin d'urgence
- Fanny Gilles :  Dr Bénédicte Muller, médecin d'urgence

### Infirmiers
- Nanou Garcia : Brigitte Vallée, infirmière d'urgence
- Daniel Lobé : Nicolas Barbier, infirmier d'urgence
- Ève Chems de Brouwer : Angie, infirmière d'urgence

### Ambulanciers
- Dan Herzberg : Renaud Jarry, ambulancier
- Lionel Sautet : Pacheco, ambulancier

### Permanenciers
- Sophie Broustal : Caroline Jeunemaitre, standardiste à la régulation
- Irène Tassembédo : Marie-Louise, standartiste à la régulation
- Dorylia Calmel : Joséphine, standardiste à la régulation

### Autres
- Denise Chalem : Blanche Castillon, chef du service
- Yan Duffas : Dr Chastenay, interne à l'Hôpital Sainte-Marguerite

## Épisodes

### Première saison (2006)
1. Ça n'arrive pas qu'aux autres
2. Violences conjugales
3. Graine de champion
4. Les tueurs de la route
5. Ne pas réanimer
6. Overdose

### Deuxième saison (2009)
1. L'enfant diamant
2. Pleine lune
3. Attention chien gentil
4. Ca passe ou ça casse
5. Seins à crédits
6. Paparazzi

### Troisième saison (2010)
1. Le rêve indien
2. Back stage
3. Philtre d'amour
4. Je t'aime, un peu, beaucoup
5. Addiction
6. Eau et gaz à tous les étages

### Quatrième saison (2010)
1. No Life
2. Brasero
3. Choucroute Story
4. Coup de blues

1. Maudits cookies
2. Travail au black